# Rue Saint-Maur (metrostation)
Rue Saint-Maur is een station van de metro in Parijs langs metrolijn 3, in het 11de arrondissement. Het station heette tot het begin van de 21ste eeuw Saint Maur, maar kreeg het voorvoegsel "rue" om verwarring met de stations van de RER A in de gemeente Saint-Maur-des-Fossés te voorkomen.
Pont de Levallois - Bécon · 
Anatole France · 
Louise Michel · 
Porte de Champerret · 
Pereire · 
Wagram · 
Malesherbes · 
Villiers · 
Europe · 
Saint-Lazare · 
Havre - Caumartin · 
Opéra · 
Quatre-Septembre · 
Bourse · 
Sentier · 
Réaumur - Sébastopol · 
Arts et Métiers · 
Temple · 
République · 
Parmentier · 
Rue Saint-Maur · 
Père Lachaise · 
Gambetta · 
Porte de Bagnolet · 
Gallieni